# Francesc de Borja Moll i Casasnovas
Francesc de Borja Moll i Casasnovas (Ciutadella, Menorca, 10 d'octubre del 1903 - Palma, Mallorca, 18 de febrer de 1991) fou un lingüista, filòleg i editor menorquí.
Autor de moltes obres sobre la llengua catalana i les seves variants parlades a les Illes, fou el principal col·laborador de mossèn Antoni Maria Alcover i Sureda en el Diccionari català-valencià-balear.

## Vida
Son pare nomia Josep Moll i Vidal i sa mare, Maria-Anna Casasnovas i Oliver. Fou el setè fill d'un matrimoni modest. Els primers cinc fills de la família havien mort abans de complir els cinc anys; per aquesta raó, Borja Moll va ser un fill summament protegit. En el seu llibre Els meus primers trenta anys afirma que tant sa mare com son pare, juntament amb la seva padrina i el seu germà, foren els personatges fonamentals per a la seva vida.
Entre els anys 1908 i 1911 va aprendre a llegir i escriure amb el mestre Miquel Villalonga i va començar a rebre nocions bàsiques de dibuix. El seu pare també va intervenir en la seva educació, inculcant-li el gust per la lectura en castellà. Ara bé, el 1912 va ingressar al Seminari de Ciutadella de Menorca i va començar els estudis reglats; es va interessar per les humanitats i especialment pel llatí. Aquests estudis es donaven íntegrament en castellà i eren de caràcter “castellanista”, ja que la vida cultural de la ciutat es feia en aquest idioma.
Per aquest motiu, en el llibre ja abans mencionat, Moll, tot recordant els primers anys en el Seminari, ens revela que “no tinc record que en el Seminari em vagin ensenyar mai res que es referís a la nostra llengua materna, res que em pogués orientar sobre la seva essència i circumstància, ni sobre la manera d'escriure-la ni sobre la seva literatura. Per les lectures sabia que existia un Verdaguer (…), però no puc agrair a cap professor la més petita noció del valor literari, ni tan sols dels noms, d'autors tan cabdals com Costa i Llobera, Àngel Guimerà o Joan Maragall (…). La meva formació cultural es feia, doncs, en castellà, i quan vaig començar a escriure per al públic no em va passar mai pel cap de fer-ho en menorquí”.
L'arribada el 1917 de mossèn Alcover al Seminari de Ciutadella fou un esdeveniment cabdal en la seva vida. Alcover havia viatjat a Menorca amb l'afany de conèixer els diferents parlars de l'illa i incorporar-los al diccionari que realitzava en aquell moment, el Diccionari català-valencià-balear, del qual, anys més tard, Moll seria també coautor. L'arribada d'Alcover al Seminari va omplir Moll de joia i el va inspirar en la seva trajectòria lingüística. De fet, quan Francesc de Borja Moll va deixar el Seminari amb disset anys, li va escriure una carta explicant-li la seva nova situació. Gràcies a aquest esdeveniment, un any més tard, Moll va viatjar a Mallorca, es va estar amb el seu mestre Alcover i va realitzar la seva tasca més important dins el camp de la lingüística. De fet, Moll va estar relacionat i compromès amb la tasca que havia començat Alcover, fet que va propiciar el seu aprenentatge dins el camp de la lingüística. No va ser, doncs, fins aquesta etapa que Moll vertaderament es va iniciar dins aquest camp. Malgrat que no feu estudis universitaris, la col·laboració amb Antoni M. Alcover li va permetre el contacte amb Meyer-Lübke, Leo Spitzer o Bernhard Schädel. El 1921 s'instal·là a Mallorca i treballà al costat d'Antoni M. Alcover en la preparació del Diccionari català-valencià-balear. Antoni M. Alcover el va formar perquè fos el seu continuador: el va fer anar a Alemanya a estudiar lingüística. El 1932, després de la mort de mossèn Antoni M. Alcover, continuà el Diccionari català-valencià-balear i el Bolletí amb un criteri més rigorós: va aplicar les normes ortogràfiques de Fabra que Alcover no havia utilitzat en vida perquè estava en desacord amb l'Institut d'Estudis Catalans (IEC).
El fort caràcter del seu mestre va fer que una gran part dels estudiosos catalans de l'època s'enemistessin amb Alcover, fet que va desprestigiar una mica la sortida del Diccionari català-valencià-balear. No es van escriure ressenyes ni se'n va fer cap mena de menció per l'IEC, màxim òrgan lingüístic de l'època. De fet, el diccionari es va editar gràcies a l'esforç del mateix Alcover en crear la seva pròpia editorial, que més tard es va convertir en l'Editorial Moll.
La vida de Francesc de Borja Moll va transcórrer a Mallorca, amb la seva família, i fent esforços per a conèixer amb profunditat la seva llengua i donar-li el prestigi que es mereix. La mort d'Alcover el 1932 el va impulsar a continuar conreant i treballant la feina del seu mestre i va lluitar per obrir-se camí en solitari, entre altres coses reiniciant la publicació del Bolletí del Diccionari de la Llengua Catalana el gener de 1933, tot i que se n'interrompé la publicació en 1936 amb l'inici de la guerra civil espanyola. Els anys venidors tindran alts i baixos en la vida de Moll.
La Guerra Civil espanyola obre un cisma en la política de l'illa de Mallorca i en tots els àmbits culturals de l'illa. Es dissolen d'un dia per l'altre moltes associacions i societats de caràcter polític esquerrà. Aquesta situació va endarrerir qualsevol feina de Moll, que es va veure abocat a convertir-se en milicià, no fos cas que “qualsevol indiscret podia pitjar una mica el cèrcol, embolicar-me en una denúncia de rojo separatista (qualificatiu molt usual en aquell temps), i li costaria poc fer-me hostatge a l'Hotel Tauló”.
Va ser el fundador de l'Obra Cultural Balear l'any 1962. Un cop acabada la publicació del Diccionari català-valencià-balear i en l'any del centenari del naixement d'Antoni Maria Alcover i Sureda, Moll, que coneixia la fundació d'Òmnium Cultural al Principat, va creure que a les Illes Balears hi mancava una entitat que impulsàs la cultura del país. L'acta fundacional de l'OCB es va signar el 21 de desembre de 1962. Miquel Forteza Pinya en va ser el primer president i Francesc de Borja Moll hi constà com a un dels vocals.
Al 1973 formà part de la Comissió Interdiocesana Valentina dirigida pel pare Pere Riutort al costat d'altres intel·lectuals d'aquells anys, com ara Josep Gea Escolano, Josep Alminyana i Vallés, Josep Amengual i Batle, Vicent Sorribes i Gramatge, Beatriu Civera, Joan Josep Senent i Anaya, Manuel Sanchis Guarner, Xavier Casp, Enric Valor o Francesc Ferrer Pastor.
Durant tota la vida, la principal preocupació de Moll va ser que el català fos conegut i estudiat per qualsevol persona. De fet, moltes de les seves publicacions són gramàtiques, lèxics i cursos de llengua catalana, destinats a catalanoparlants o a estrangers interessats a conèixer la llengua. La seva aportació i dedicació a l'Obra Cultural Balear també va ser notable, ja que hi va organitzar diversos cursos de llengua i literatura. Malgrat premis, honors i distincions, va continuar essent un home senzill, humil, espontani i treballador.
Finalment, Francesc de Borja Moll va morir a Palma el 18 de febrer de 1991.

## Fills
Francesc de Borja tingué vuit fills:
- Aina (1930-2019), filòloga.
- Francesca (Cisca) (1932-2018), llibretera.
- Josep (1934-2007), polític.
- Joan (1936-2023), pianista.
- Francesc (1937-2025), editor.
- Auxiliadora (Dora) (1939).
- Víctor (1941).[8]
- Caterina (Nina) (1945-2009), traductora i filòloga.[9]

## Aportacions a la lingüística
El treball de Moll dins el camp de la lingüística no coincideix gairebé en cap cas amb els treballs lingüístics que es realitzaven a la resta d'Europa i del món. Francesc de Borja Moll fou “el darrer i l'únic menorquí (…) que en les darreres dècades del segle xix i les primeres del XX, quan encara no hi havia a casa nostra estudis regulars de la naixent filologia romànica, impulsats per l'amor a la llengua, arribaren per viaranys diferents – com Pompeu Fabra, a Catalunya – a fer-se'n un bagatge científic suficient per a dedicar-se intensament al seu estudi i ens deixaren obres que marquen fites importants en la història de la llengua catalana.”. Així doncs, l'interès lingüístic de Moll entre d'altres no és especialment la seva aportació a la lingüística en general, sinó que el seu afany i emprenedoria per a posicionar el català en un lloc de prestigi, totalment igual que la resta de llengües del món.
La lingüística en general, amb Ferdinand de Saussure al capdavant, volia descriure la realitat on es produïa la parla i entendre-la en el seu context. Així doncs, definien la llengua com un sistema homogeni i constant, que es diferenciava de la parla, que eren les manifestacions individuals del sistema col·lectiu.
En un dels seus discursos, Moll fa una diferenciació important, que segurament tenia molt a veure amb aquesta idea. La lliçó inaugural dels cursos de llengua catalana 1978–79 titulada “Llengua o dialecte? Català o mallorquí?” ja traspua idees semblants a les de Saussure. “Entre llengua i dialecte no hi ha diferència essencial, sinó únicament diferència de punt de comparació. Tot sistema natural de parlar és, al mateix temps, llengua i dialecte: és llengua si es considera com un sistema de signes orals d'evolució històrica ben caracteritzada, amb relació a un altre sistema que té característiques essencialment diferenciadores; és dialecte si es considera com un sistema de signes orals que no es distingeix sinó accidentalment d'un altre, amb el qual, per tant, forma una mateixa llengua o idioma”.
A més d'aquesta relació amb la lingüística del moment, Francesc de Borja Moll va continuar un dels treballs lingüístics més importants de la seva vida, el Diccionari català-valencià-balear. Com ja hem mencionat anteriorment, Alcover va trobar en la figura de Moll la persona ideal per a la confecció del seu diccionari. Aquest diccionari va ser creat, escrit i redactat pel mateix Alcover, amb col·laboració amb Borja Moll.
L'Alcover-Moll és un diccionari descriptiu i etimològic que està format per deu volums. En el seu moment, i també avui en dia, és de gran importància i tot un referent per als estudis dialectals que es realitzen. En cada entrada del diccionari trobem el significat de la paraula; l'etimologia, és a dir, d'on prové; la fonètica, com es pronuncia; i les situacions en què s'empra. De fet, és un diccionari molt complet que, avui en dia, ja es pot consultar en línia. Això ens indica la importància d'aquesta publicació encara avui.

## Obra
- Suplement catalá al "Romanisches etymologisches wörterbuch" (1931)
- Cançons populars mallorquines (1934)
- Rudiments de gramàtica normativa (1952)
- Gramàtica històrica catalana (1952)
- Els llinatges catalans (1959, ISBN 84-273-0425-0)
- Un home de combat: Mossèn Alcover (1962)
- Epistolari del Bisbe Carsalade a Mossèn Alcover (1965, ISBN 84-273-4042-7)
- Cinc temes menorquins (1979)
- Els meus primers trenta anys 1903-1934 (1970, ISBN 84-273-0201-0)
- Polèmica d'en Pep Gonella (1972).
- L'home per la paraula (1974, ISBN 84-273-0371-8)
- Els altres quaranta anys 1935-1974 (1975, ISBN 84-273-0408-0)
- Diccionari Català-Castellà (1977)
- Diccionari Castellà-Català (1978)
- El parlar de Mallorca (1980, ISBN 84-273-0633-4)
- Textos i estudis medievals (1982, ISBN 84-7202-517-9)
- Aspectes marginals d'un home de combat (Mossèn Alcover) (1983)
- "Autobiografía intelectual", Anthropos 44, 1984, p. 7.
- "L'aventura editorial d'un filòleg", Anthropos44, 1984, p. 17.
- Curso breve de español para extranjeros: elemental (1991, ISBN 84-273-0030-1)
- Curso breve de español para extranjeros: superior (1991, ISBN 84-273-0349-1)
- Promptuari d'ortografia (1999, ISBN 84-273-0032-8)
- Epistolari Joan Coromines-Francesc de Borja Moll (2000)
- Diccionari escolar Català-Castellà, Castellà-Català (2001, ISBN 84-273-0836-1)
- Exercicis de gramàtica (ISBN 84-273-0180-4)
- Gramàtica catalana (ISBN 84-273-0044-1)
- Llengua de les Balears 1 (ISBN 84-273-0002-6)
- Llengua de les Balears 2 (ISBN 84-273-0004-2)

### Divulgació de la seva obra
A Palma hi ha la Institució Francesc de Borja Moll, des d'on es pretén promoure i donar a conèixer la figura i obra de Francesc de Borja Moll.

## Guardons
- 1971: Premi d'Honor de les Lletres Catalanes[13]
- 1978: Premi Ossian[14]
- 1983: Medalla d'Or de la Generalitat de Catalunya[15]
- 1983: Medalla d'Or de la Comunitat Autònoma de les Illes Balears[16]
- Membre de l'Reial Acadèmia de Bones Lletres de Barcelona
- Doctor honoris causa per quatre universitats (Basilea, Barcelona, de les Illes Balears i València)[17]